# Numerele de înmatriculare auto în Letonia

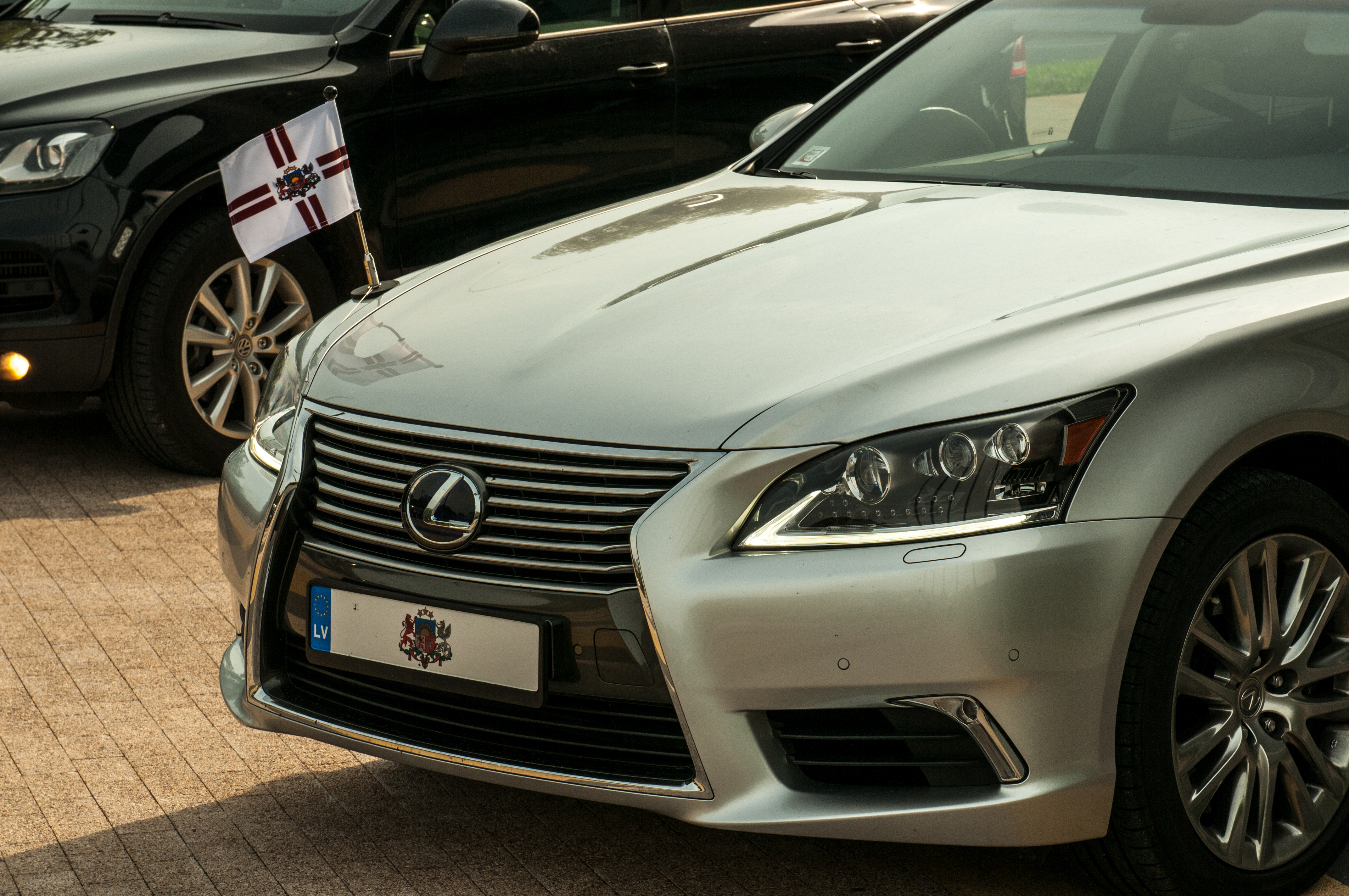

Numerele de înmatriculare sunt alcătuite din două caractere și au de la două și cinci cifre. Din 2004 numerele conțin cele 12 stele și indicele țării LV.

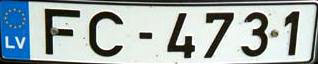
Un număr de înmatriculare